# Campus Biosanitario de la Universidad de Castilla-La Mancha
El Campus Biosanitario de la Universidad de Castilla-La Mancha es un campus de la rama de ciencias de la salud de la universidad pública de Castilla-La Mancha situado en la ciudad española de Albacete. 
Ubicado al sureste de la capital, en el barrio de Medicina, frente al Hospital General Universitario de Albacete, alberga la mayor parte de las principales facultades y centros biomédicos de la Universidad de Castilla-La Mancha con docencia de grados como medicina, psicología o farmacia.
Es uno de los tres campus de la Universidad de Castilla-La Mancha en la capital albaceteña junto con la Ciudad Universitaria de Albacete, la principal universidad histórica de la capital, y el Campus Científico y Tecnológico de la Energía y el Medio Ambiente, de Excelencia Internacional.

## Historia
El germen para la creación en Albacete del Campus Biosanitario de la Universidad de Castilla-La Mancha fueron los estudios superiores de medicina, que por primera vez se comenzaron a impartir en Castilla-La Mancha en 1998 con la creación de la Facultad de Medicina de Albacete. El primer centro del nuevo campus ubicado en Medicina junto al Hospital General Universitario de Albacete fue inaugurado en 2003. 
Posteriormente se incorporaron al campus biosanitario diferentes centros de investigación –como el Centro Regional de Investigaciones Biomédicas o el Animalario, inaugurados en 2007, y el Instituto de Investigación en Discapacidades Neurológicas, inaugurado en 2009–, empresariales –como la Bioincubadora Empresarial, inaugurada en 2011– y docentes –como la Facultad de Farmacia de Albacete, inaugurada en 2017–. 
En 2019 comenzó a impartirse el grado en Biotecnología. En 2021 el rector de la Universidad de Castilla-La Mancha y el presidente regional anunciaron el traslado de la Facultad de Enfermería de la Ciudad Universitaria al campus biosanitario. En septiembre de 2023 comenzó el primer curso del grado de Psicología con sede asignada en la Facultad de Medicina de Albacete para el que está prevista la construcción de la futura Facultad de Psicología de Albacete en el campus.

## Facultades y centros

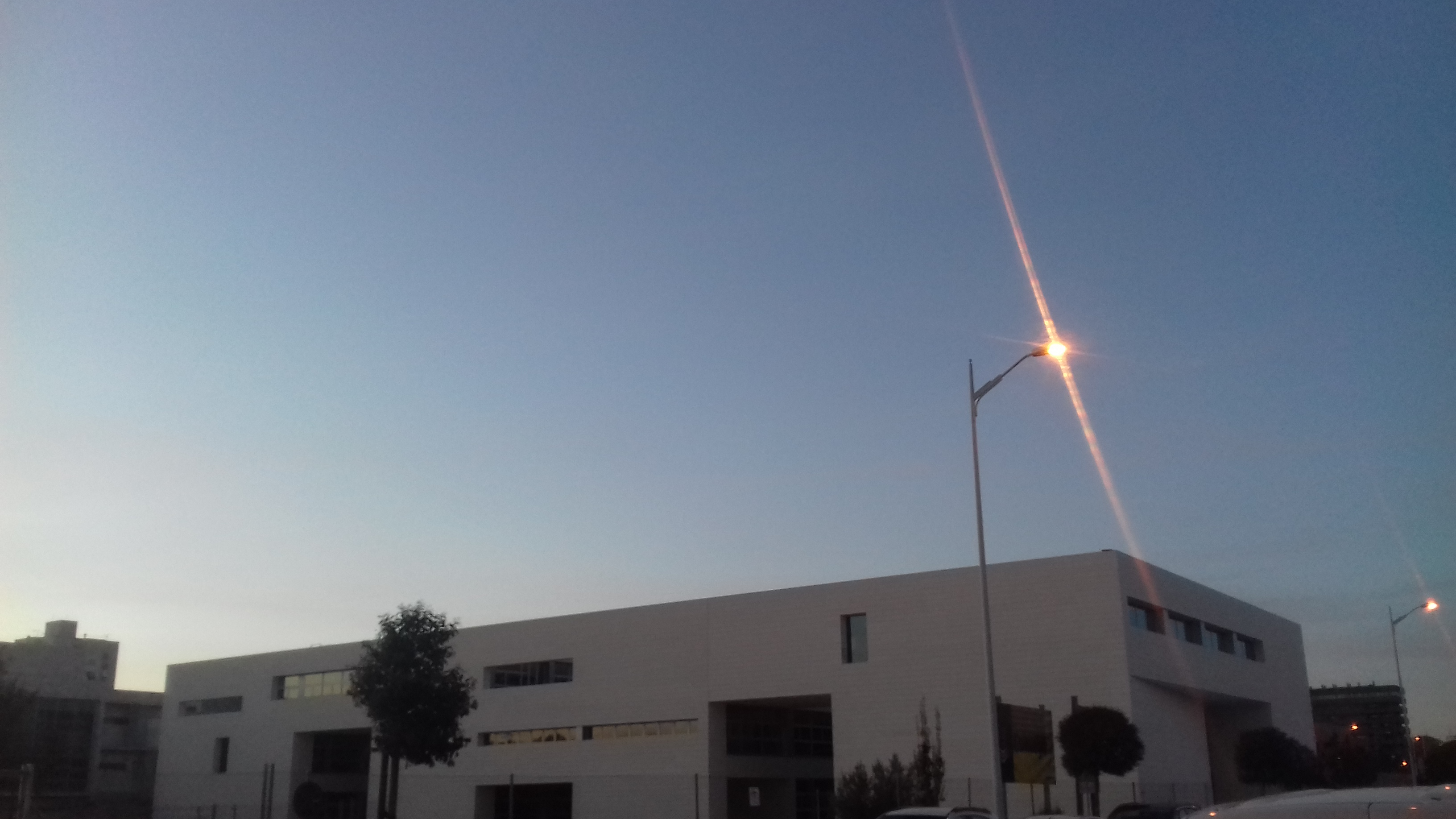
Facultad de Farmacia de Albacete

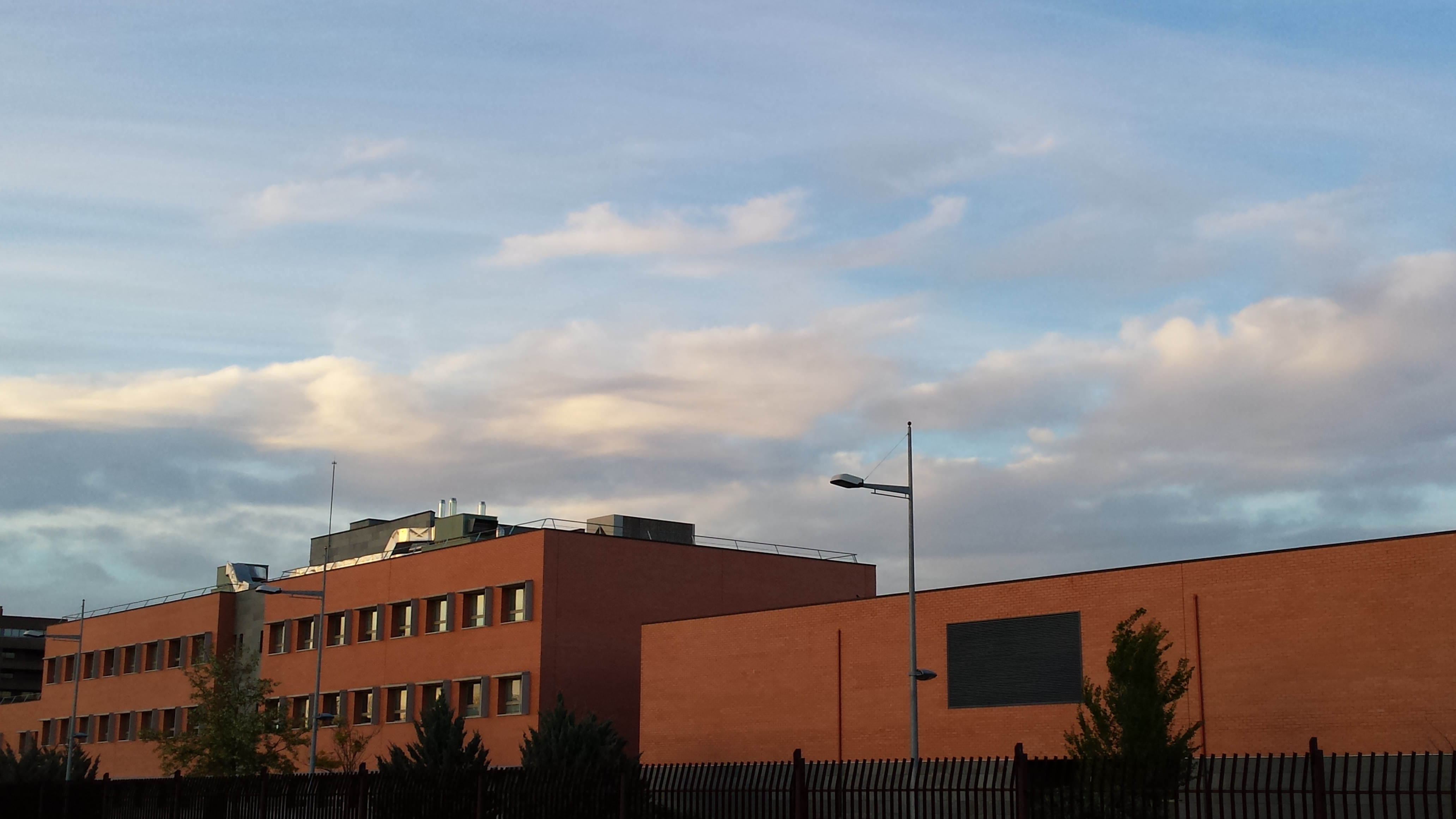
Centro Regional de Investigaciones Biomédicas y Animalario

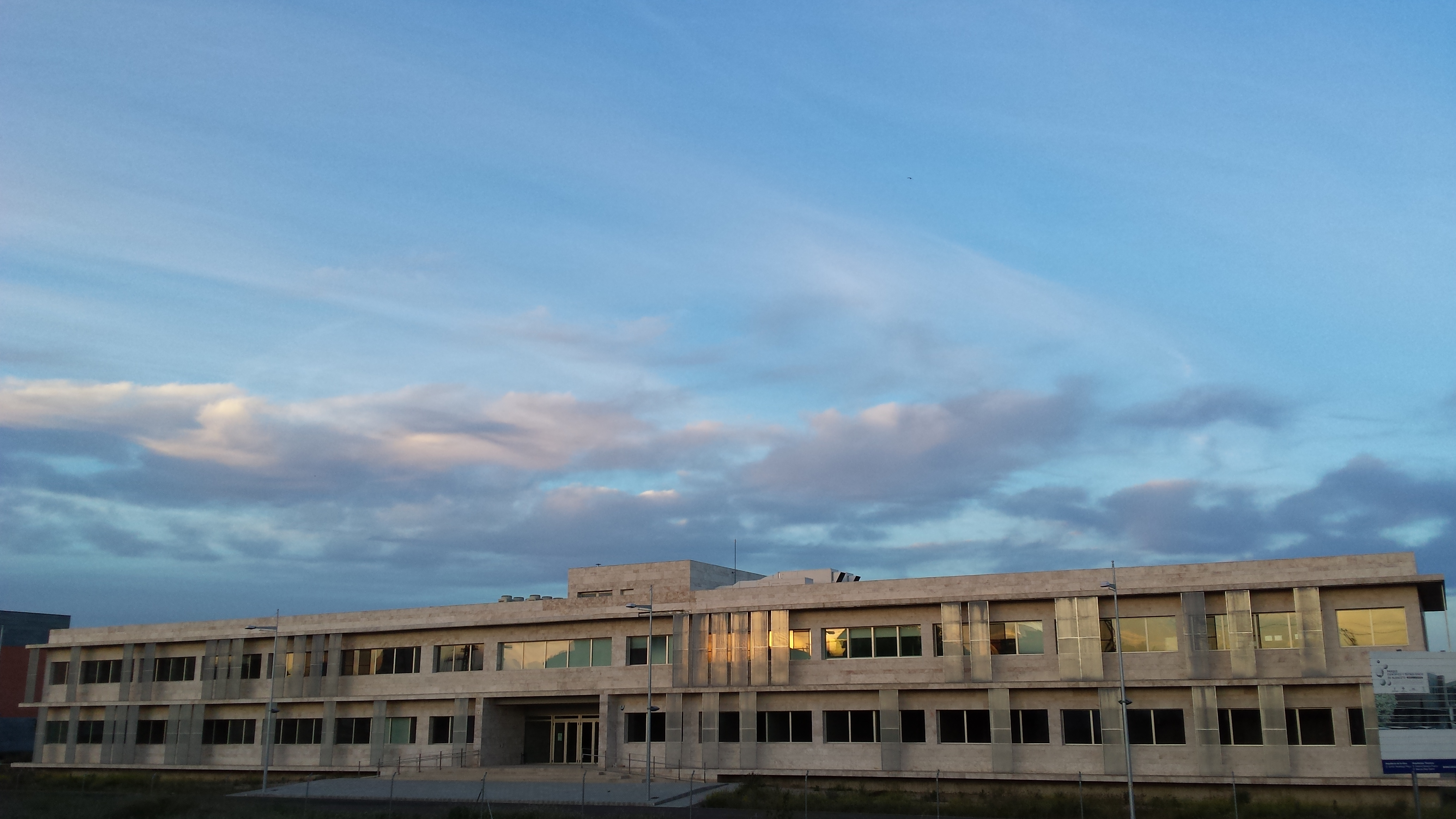
Bioincubadora de Empresas

El Campus Biosanitario de la Universidad de Castilla-La Mancha de Albacete alberga los siguientes centros:
Facultades
- Facultad de Medicina de Albacete
- Facultad de Farmacia de Albacete
- Facultad de Psicología de Albacete (implementación en 2023)
- Facultad de Enfermería de Albacete (en trámites el traslado de la Ciudad Universitaria al campus biosanitario)[2]

Centros de investigación
- Centro Regional de Investigaciones Biomédicas
- Instituto de Investigación en Discapacidades Neurológicas
- Animalario de Albacete (Centro de Experimentación Biosanitaria)

Centros empresariales
- Bioincubadora Empresarial: edificio de 3800 metros cuadrados que acoge treinta empresas del sector biomédico.[3][4]

## Servicios

### Bibliotecas
El Campus Biosanitario de Albacete alberga una biblioteca especializada situada en el interior de la Facultad de Medicina, la cual dispone de dos plantas, con 202 puestos de lectura, ordenadores y hemeroteca, entre otros servicios.
Además, en el edificio José Prat de la Ciudad Universitaria de Albacete se localiza la Biblioteca General de la Universidad de Castilla-La Mancha, con un catálogo amplio y multidisciplinar.

### Residencias universitarias
La Universidad de Castilla-La Mancha cuenta con seis residencias universitarias, tres de las cuales son públicas gestionadas por la Junta de Comunidades de Castilla-La Mancha y tres son privadas.

### Servicios deportivos
La universidad cuenta en la ciudad universitaria con varias instalaciones deportivas: el Pabellón Universitario de Albacete, que cuenta con tres pistas polideportivas, sala de musculación y sala de usos múltiples, y el Estadio Universitario de Atletismo de Albacete, cuya pista de atletismo homologada circunda un campo de césped artificial donde disputa sus encuentros como local el Club de Rugby Albacete, a las que se suma el Complejo Deportivo Carlos Belmonte.

### Aparcamiento público
El campus biosanitario posee un aparcamiento subterráneo público bajo la facultad de medicina con más de trescientas plazas de aparcamiento.